# Омельченко, Иван Дмитриевич
Иван Дмитриевич Омельченко — советский хозяйственный, государственный и политический деятель, Герой Социалистического Труда.

## Биография
Родился в 1919 году на хуторе Короткий. Выпускники Ленинградского электротехнического института им. В.И. Ульянова (Ленина) 1940 года. Член КПСС с 1943 года.
С 1939 года — на хозяйственной, общественной и политической работе. В 1939—1980 гг. — участник советско-финляндской войны, участник Великой Отечественной войны, штурман экипажа 24-го гвардейского бомбардировочного авиационного полка 1-й воздушной армии 3-го Белорусского фронта, ведущий инженер, заместитель главного конструктора темы, начальник отдела, начальник лаборатории и главный конструктор аппаратуры КБ-1, первый заместитель генерального конструктора Опытно-конструкторского бюро № 30 Государственного комитета по радиоэлектронике СССР, заместитель директора НИИРП Минрадиопрома СССР, заместитель главного конструктора, главный конструктор системы А-35М Научно-исследовательского института радиоприборостроения Центрального научно-производственного объединения «Вымпел».
Указом Президиума Верховного Совета СССР от 26 сентября 1979 года присвоено звание Героя Социалистического Труда с вручением ордена Ленина и золотой медали «Серп и Молот».
Умер в Москве в 2000 году.